# Basilio Calafati

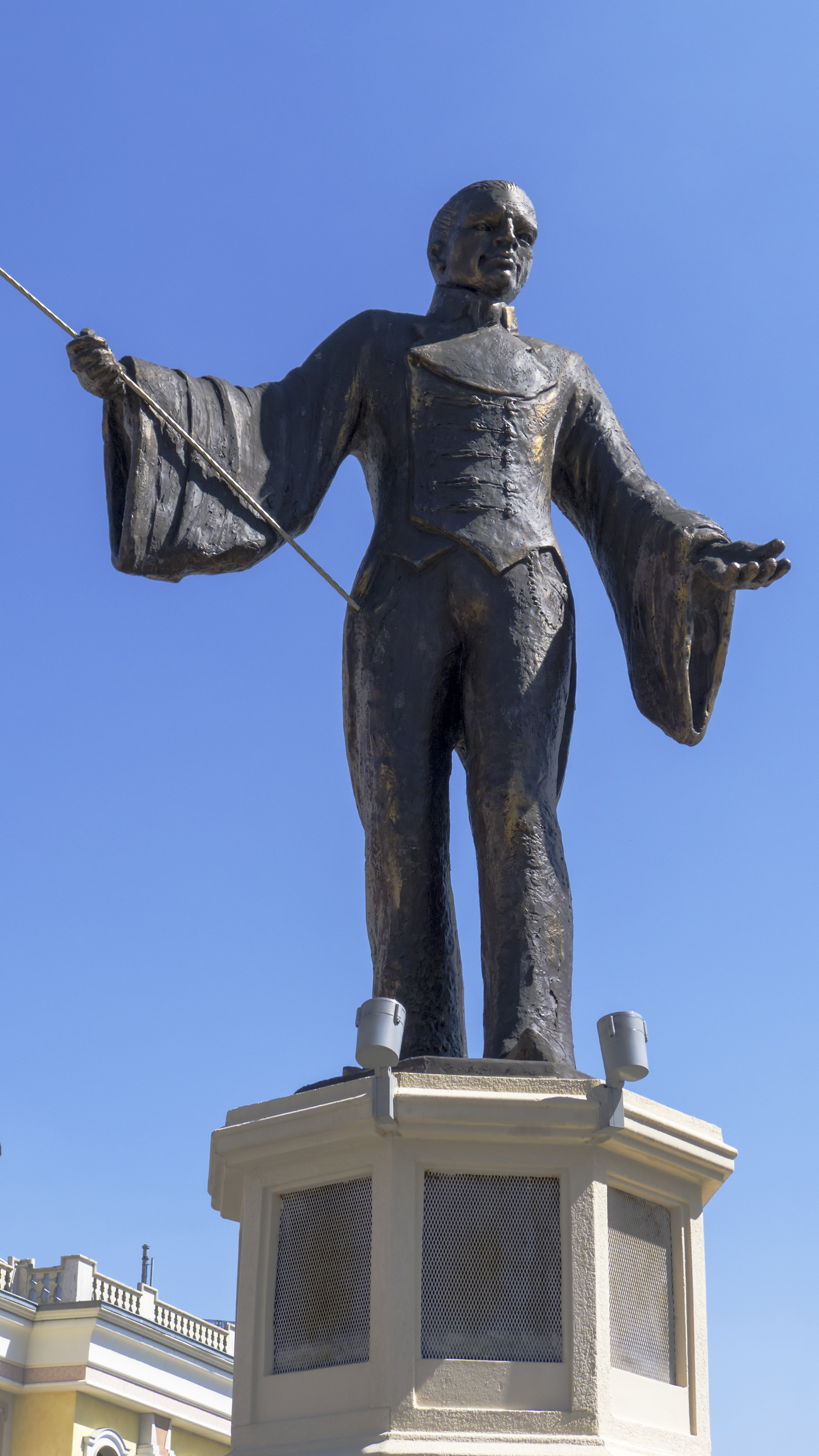
Statue des Basilio Calafati am Riesenradplatz im Wurstelprater

Basilio Calafati (griech. Βασίλειος Καλαφάτης, * 1. Januar 1800 in Triest; † 27. Mai 1878 in Wien) war Zauberkünstler, Schausteller und Gasthausbesitzer im Wiener Wurstelprater. Er war griechischer Herkunft.

## Leben und Wirken

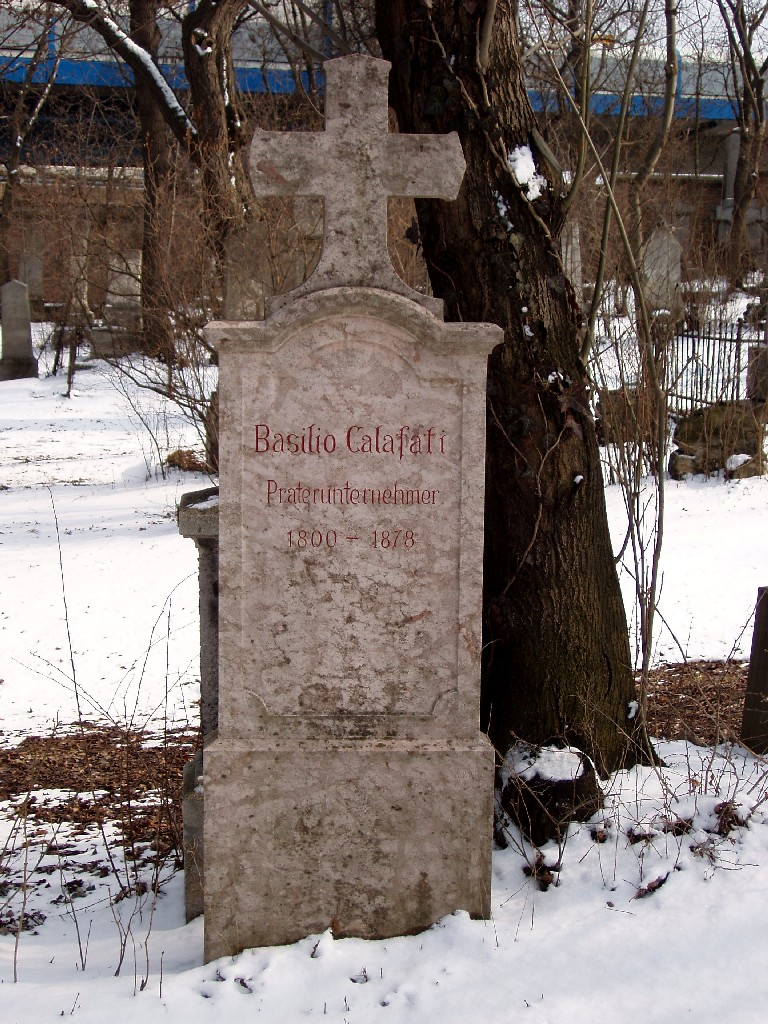
Der Gedenkstein Calafatis am St. Marxer Friedhof in Wien

Ab 1820 als „Salamucci“ im Prater aufgetreten, erhielt Calafati 1830 eine Anstellung als Assistent bei Sebastian von Schwanenfeld, dem „Zauberer vom Prater“. Am 21. April 1834 erwarb er von ihm die Praterhütte „Schießstätte, Spielhalle“.
Am 3. April 1840 erhielt er die Konzession für den Betrieb eines Ringelspiels mit Holzpferden. Nachdem ab 6. Januar 1838 die erste dampfbetriebene Eisenbahn der Nordbahn auf der Strecke Wien – Wagram verkehrte, ersetzte er 1844 die beiden Pferde durch Lokomotiven, welche er „Hellas“ und „Peking“ taufte. Danach ließ er das Obergeschoß des Ringelspiels abtragen, wobei der freistehende Mast mit der neun Meter großen Figur eines asiatischen Amtmanns verziert wurde. Sie trug das Schild „Zum schwarzen Rössl“, wurde aber „Großer Chineser“ genannt (siehe Calafati).
Auch danach war der geschäftstüchtige Calafati darum bemüht, dem Publikum des Praters neue Attraktionen zu bieten. Neben seinem Karussell eröffnete er 1846 ein Restaurant und später einen Billardsalon. Zahlreiche Praterkünstler traten in seinen Etablissements auf.
Nach seinem Tode wurde die Praterlegende in der griechisch-orthodoxen Pfarrkirche „Zur Hl. Dreifaltigkeit“ eingesegnet und wunschgemäß im schwarzen Hochzeitsanzug auf dem Sankt Marxer Friedhof bestattet. In der Abteilung der griechisch-nichtunierten Kirche des Friedhofes existiert heute noch der Grabstein des ehemaligen Grabes. Am 27. Oktober 1905 wurde er zusammen mit Vater Georg, Frau Josefa und seinen fünf Kindern exhumiert und in einem Metallsarg auf den Wiener Zentralfriedhof überführt. Sein letzter Ruheplatz kann heute in der Gruppe 30C, Reihe 6, Grab 5 besucht werden.
Im Jahr 1963 wurde in Wien-Leopoldstadt (2. Bezirk) im Wurstelprater der Calafattiplatz (in falscher Schreibweise) nach ihm benannt.
Eine überlebensgroße Bronzestatue auf hohem Podest dominierte bis 2018 den neu gestalteten Riesenradplatz auf dem Wurstelprater, mit Saison 2019 wurde sie auf den neu gestalteten Calafatiplatz übersiedelt; das Podest auf dem Riesenradplatz steht seitdem leer.
Calafati wird stets in Zusammenhang mit dem Wiener Prater gebracht. Meist wird er aber als eine fiktive Person angenommen, die wenigsten kennen ihn als tatsächliche Person.